# EuroInternational
EuroInternational (dawniej Euromotorsport) – włoski zespół wyścigowy, założony w 1989 roku. Obecnie ekipa startuje w Europejskiej Formule 3 oraz ATS Formel 3 Cup. W przeszłości zespół pojawiał się także na starcie w Superleague Formula, Atlantic Championship, IndyCar Series, Champ Car, Europejskiej Formule BMW, Amerykańskiej Formule BMW, Włoskiej Formule 3, Formule Abarth, JK Racing Asia Series oraz w Formule Pilota China. Siedziba zespołu znajduje się we włoskiej miejscowości San Pietro Mosezzo.

## Starty

### Europejska Formuła 3
| Rok  | Bolid            | Kierowcy            | Wyścigi | Wygrane | PP | NO | Pkt   | M.K. | M.Z. |
| ---- | ---------------- | ------------------- | ------- | ------- | -- | -- | ----- | ---- | ---- |
| 2013 | Dallara-Mercedes | Tom Blomqvist       | 30      | 0       | 0  | 0  | 151,5 | 7    | 5    |
| 2013 | Dallara-Mercedes | Nick Cassidy        | 3       | 0       | 0  | 0  | 0     | NS†  | 5    |
| 2014 | Dallara-Mercedes | Riccardo Agostini   | 9       | 0       | 0  | 0  | 1     | 26   | 9    |
| 2014 | Dallara-Mercedes | Michele Beretta     | 33      | 0       | 0  | 0  | 0     | 28   | 9    |
| 2014 | Dallara-Mercedes | Santino Ferrucci    | 14      | 0       | 0  | 0  | 24    | 19   | 9    |
| 2014 | Dallara-Mercedes | Sérgio Sette Câmara | 3       | 0       | 0  | 0  | 0     | 29   | 9    |
| 2014 | Dallara-Mercedes | Stefano Coletti     | 3       | 0       | 0  | 0  | 0     | NS†  | 9    |

† – Kierowca nie był zaliczany do klasyfikacji

### Superleague Formula
| Rok  | Bolid        | Zespoły         | Wyścigi | Wygrane | PP | NO | Pkt | M.Z. |
| ---- | ------------ | --------------- | ------- | ------- | -- | -- | --- | ---- |
| 2008 | Panoz-Menard | SC Corinthians  | 12      | 0       | 0  | 1  | 264 | 9    |
| 2008 | Panoz-Menard | Atlético Madrid | 9       | 0       | 0  | 3  | 132 | 18   |